# Накопление капитала
Накопление капитала (англ. Capital accumulation) — это динамика, которая мотивирует стремление к прибыли, включая инвестирование денег или любого финансового актива для увеличения первоначальной денежной стоимости указанного актива в качестве финансового дохода, будь то в форме прибыли, ренты или процентов. Накопление капитала направлено на создание новых основных и оборотных капиталов, расширение и модернизацию существующих, рост материальной базы социально-культурной деятельности, а также создание необходимого ресурса для резерва и страхования. Процесс накопления капитала составляет основу капитализма и является одной из определяющих характеристик капиталистической экономической системы.

## Определение
В экономике и бухгалтерском учете накопление капитала часто приравнивается к инвестированию прибыли или сбережений, особенно в реальные капитальные товары. Концентрация и централизация капитала — два результата такого накопления.
Накопление капитала обычно означает:
- Реальные инвестиции в материальные средства производства, такие как приобретения, исследования, разработки и т. д., могут увеличить приток капитала.
- Инвестиции в финансовые активы, представленные на бумаге, приносящие прибыль, проценты, ренту, сборы или прирост капитала.

и в расширении:
- Человеческий капитал — новое образование и профессиональная подготовка, повышает квалификацию (потенциальной) рабочей силы, что может увеличить доходы от труда.
- Социальный капитал — богатство и производственный потенциал, которыми обладают люди в обществе, а не как отдельные лица или корпорации.

Для экономического роста обычно необходимо накопление как нефинансового, так и финансового капитала, поскольку дополнительное производство обычно требует дополнительных средств для увеличения масштабов производства. Более разумная и продуктивная организация производства также может увеличить производство без увеличения капитала. Капитал может быть создан без увеличения инвестиций путем изобретений или улучшенных организаций, повышающих производительность, открытия новых активов (нефти, золота, полезных ископаемых и т. д.), продажи собственности и т. д.